# 사벌주
사벌주(沙伐州) 또는 상주(尙州)는 신라의 광역 행정구역인 9주 5소경의 한 주(州)이다. 주치(州治)는 지금의 상주시이고 10개 군 31개 현이 소속되어 있으며 직접 관할하는 현은 3개이다. 영역은 지금의 경상북도 북서부 일대 및 충청북도 일부이다.

## 연혁
사벌주의 치소 일대는 원래 진한의 사벌국(沙伐國)이었는데 신라 첨해 이사금(재위 247~261년)때 석우로가 사벌국을 정복하고 주를 설치하였다고 한다. 그러나 실제 신라에서 주를 설치하는 제도가 시행된 것은 지증왕 때의 일이므로 이때 설치되었다고 보기는 어렵고, 실제로는 사벌국의 옛 강토가 행정구역으로 유지되다가 지증왕 때 주가 설치된 것으로 이해된다. 525년(법흥왕 12년)에 군주(軍主)를 임명하고 상주(上州)로 고쳤다. 557년(진흥왕 18년)에 사벌주는 폐지되고 감문주(甘文州)가 설치되었으며, 다시 일선주(一善州)로 옮겨졌다.
685년(신문왕 5년)에 비로소 전국에 9주가 정비되었는데, 이때는 일선주였으나 687년에 사벌주로 옮겼다. 757년(경덕왕 16년)에 전국의 행정구역 명칭을 중국식으로 고치면서 사벌주도 상주로 개칭되었다.  이후 상주의 명칭은 고려, 조선을 거쳐 지금까지 계속 사용되고 있다. 혜공왕 때 행정구역 명칭을 원래 명칭으로 되돌렸다고 한다.
《삼국사기》 〈지리지〉에는 경덕왕이 중국식으로 고친 명칭을 기준으로 기록되어 있다.

## 소속 군현
757년 경덕왕이 지명을 고쳤을 당시 상주에는 10개 군, 30개 현이 소속되어 있었다고 한다. 그러나 《삼국사기》〈권34〉(〈지리지〉)에 전해지는 상주 조(條)에는 10개 군 31개 현이 나타나고 있다.
| 군의 이름      | 원래 군명                                 | 현재 지명              | 소속 현                                                     | 원래 현명                                                                   | 현재 지명                                                    |
| -------------- | ----------------------------------------- | ---------------------- | ----------------------------------------------------------- | --------------------------------------------------------------------------- | ------------------------------------------------------------ |
| 상주(尙州)     | 사벌주(沙伐州)                            | 경상북도 상주시        | 청효현(靑驍縣) 다인현(多仁縣) 화창현(化昌縣)                | 음리화현(音里火縣) 달기현(達己縣) 지내미지현(知乃彌知縣)                    | 상주시 청리면 의성군 다인면 상주시 외서면                    |
| 예천군(醴泉郡) | 수주군(水酒郡)                            | 경상북도 예천군        | 영안현(永安縣) 안인현(安仁縣) 가유현(嘉猷縣) 은정현(殷正縣) | 하지현(下枝縣) 난산현(蘭山縣) 근품현(近品縣) 적아현(赤牙縣)                 | 안동시 풍산읍 문경시 동로면 남단 문경시 산양면 예천군 은풍면 |
| 고창군(古昌郡) | 고타야군(古陁耶郡)                        | 경상북도 안동시        | 직녕현(直寧縣) 일계현(日谿縣) 고구현(高丘縣)                | 일직현(一直縣) 열혜현(熱兮縣) 구화현(仇火縣)                                | 안동시 일직면 의성군 옥산면 의성군 단촌면                    |
| 문소군(聞韶郡) | 소문국(召文國)                            | 경상북도 의성군 의성읍 | 진보현(眞寶縣) 비옥현(比屋縣) 안현현(安賢縣) 단밀현(單密縣) | 칠파화현(柒巴火縣) 아화옥현(阿火屋縣) 아시혜현(阿尸兮縣) 무동미지(武冬彌知) | 청송군 진보면 의성군 비안면 의성군 안계면 의성군 단밀면      |
| 숭선군(嵩善郡) | 일선군(一善郡)                            | 경상북도 구미시 선산읍 | 효령현(孝靈縣) 지명 미상 군위현(軍威縣)                     | 모혜현(芼兮縣) 이동혜현(尒同兮縣) 노동멱현(奴同覓縣)                        | 군위군 효령면 구미시 혜평면 군위군 군위읍                    |
| 개령군(開寧郡) | 감문소국(甘文小國)                        | 경상북도 김천시 개령면 | 어모현(禦侮縣) 금산현(金山縣) 지례현(知禮縣) 무풍현(茂豐縣) | 금물현(今勿縣) 동잠현(桐岑縣) 지품천현(知品川縣) 무산현(茂山縣)             | 김천시 어모면 김천시 신음동 김천시 지례면 무주군 무풍면      |
| 영동군(永同郡) | 길동군(吉同郡)                            | 충청북도 영동군        | 양산현(陽山縣) 황간현(黃澗縣)                               | 조비천현(助比川縣) 소라현(召羅縣)                                           | 영동군 양산면 영동군 황간면                                  |
| 관성군(管城郡) | 고시산군(古尸山郡)                        | 충청북도 옥천군        | 이산현(利山縣) 안정현(安貞縣)                               | 소리산현(所利山縣) 아동혜현(阿冬兮縣)                                       | 옥천군 이원면 옥천군 안내면                                  |
| 삼년군(三年郡) | 삼년산군(三年山郡)                        | 충청북도 보은군        | 청천현(淸川縣) 기산현(耆山縣)                               | 살매현(薩買縣) 굴현(屈縣)                                                   | 괴산군 청천면 옥천군 청성면                                  |
| 고령군(古寧郡) | 고령가야국(古寧加耶國) 고동람군(古冬攬郡) | 경상북도 상주시 함창읍 | 가선현(嘉善縣) 관산현(冠山縣) 호계현(虎溪縣)                | 가해현(加害縣) 관현(冠縣) 호측현(虎側縣)                                    | 문경시 가은읍 문경시 문경읍 문경시 호계면                    |
| 화령군(化寧郡) | 답달비군(荅達匕郡)                        | 경상북도 상주시 화서면 | 도안현(道安縣)                                              | 도량현(刀良縣)                                                              | 상주시 모동면                                                |

## 같이 보기
- 신라의 행정 구역
- 후삼국 시대
- 사벌
- 후사벌